# Brève inversée souscrite
Cette page contient des caractères spéciaux ou non latins. S’ils s’affichent mal (▯, ?, etc.), consultez la page d’aide Unicode.
La brève inversée souscrite ou brève renversée souscrite est un signe diacritique utilisé dans l’alphabet phonétique international pour indiquer qu’une voyelle n’est pas syllabique. Elle est aussi utilisée dans l’écriture du pomo du Sud avec les lettres ‹ t̯ t̯̓ t̯ʰ ›.

## Utilisation
Dans l’alphabet phonétique international, la brève inversée souscrite ‹ ◌̯ › indique qu'un élément est à rattacher à la syllabe courante et ne constitue pas un nouvel élément syllabique. Par exemple : /po̯ˈeta/, transcription phonologique du mot espagnol poeta signifiant « poète ».
Dans l’étude du grec ancien, la brève inversée souscrite peut être utilisée pour les semivoyelles : ι̯, υ̯ ou ε̯.
En aroumain écrit avec l’alphabet grec, la brève inversée souscrite est utilisée avec epsilon, iota et omicron, notamment dans le dictionnaire étymologique aroumain de Constantinos Nikolaïdes publié en 1909.